# Konstantin Zamiriakin
Konstantin Aleksandrowicz Zamiriakin (ros. Константин Александрович Замирякин, ur. 2 grudnia 1913 w słobodzie Władimirowka w guberni astrachańskiej, zm. 28 maja 1998 w Jekaterynburgu) – radziecki działacz partyjny i państwowy.

## Życiorys
Od lipca 1932 do listopada 1942 był ślusarzem brygadzistą, starszym majstrem i szefem warsztatu fabryki nr 221 w Stalingradzie, 1937 został członkiem WKP(b). Od listopada 1942 do stycznia 1952 był szefem odlewni fabryki nr 25 w Swierdłowsku, od września 1949 do czerwca 1955 studiował na Wydziale Technologicznym Moskiewskiego Zaocznego Instytutu Budowy Maszyn, a od września 1955 do czerwca 1956 studiował na Wydziale Technologii Uralskiego Instytutu Politechnicznego. Od stycznia 1952 do kwietnia 1953 był II sekretarzem, potem I sekretarzem Ordżonikidzewskiego Komitetu Rejonowego WKP(b)/KPZR w Swierdłowsku, od lipca 1958 do grudnia 1962 pełnił funkcję I sekretarza Komitetu Miejskiego KPZR w Swierdłowsku. Od 24 grudnia 1962 do 26 grudnia 1964 był przewodniczącym Komitetu Wykonawczego Swierdłowskiej Przemysłowej Rady Obwodowej, od 25 grudnia 1964 do lutego 1970 sekretarzem Swierdłowskiego Komitetu Obwodowego KPZR, a od lutego 1970 do lutego 1977 przewodniczącym Swierdłowskiej Obwodowej Rady Związków Zawodowych, w lutym 1977 przeszedł na emeryturę.

## Odznaczenia
- Order Lenina (1942)
- Order Rewolucji Październikowej (1976)
- Order Wojny Ojczyźnianej I klasy (1945)
- Order Czerwonego Sztandaru Pracy (trzykrotnie - 1958, 1963 i 1970)
- Order Czerwonej Gwiazdy (1944)